# Slovensko na Zimních olympijských hrách 2018
Slovensko se účastnilo Zimní olympiády 2018. Zastupovalo ho 56 sportovců (41 mužů a 15 žen) v 7 sportech.

## Medailisté
| Medaile | Jméno               | Sport   | Soutěž                 | Datum    |
| ------- | ------------------- | ------- | ---------------------- | -------- |
| Zlato   | Anastasia Kuzminová | Biatlon | hromadný start žen     | 17. únor |
| Stříbro | Anastasia Kuzminová | Biatlon | stíhací závod žen      | 12. únor |
| Stříbro | Anastasia Kuzminová | Biatlon | vytrvalostní závod žen | 15. únor |